# Argemiro Pinheiro da Silva
Argemiro Pinheiro da Silva, genannt Argemiro, (* 3. Juni 1915 in Ribeirão Preto; † 4. Juli 1975 ebenda) war ein brasilianischer Fußballnationalspieler. Er spielte auf der Position eines Mittelfeldspielers.

## Karriere

### Verein
Argemiro startete seine Laufbahn 1931 beim Rio Preto EC schon mit sechzehn Jahren. Aufgrund seiner guten Leistungen wurde er 1935 vom AA Portuguesa (Santos) verpflichtet. 1938 ging er nach der Fußball-Weltmeisterschaft zum CR Vasco da Gama nach Rio de Janeiro.

### Nationalmannschaft
Sein erstes offizielles Länderspiel bestritt er bei der Fußball-Weltmeisterschaft 1938 am 14. Juni 1938 im Wiederholungsspiel gegen die Tschechoslowakei. Dieses war sein einziger Einsatz im Turnier. Weitere Länderspiele betritt Argemiro bei der Copa Roca 1939/40 und 1940. Außerdem betritt er Spiele bei der Copa Río Branco 1940. Seine letzten Auftritte erfolgten bei der Campeonato Sudamericano 1942. Titel konnte er in keinem der Wettbewerbe mit der Auswahlmannschaft gewinnen.

## Trivia
In Blumenau ist er der Namensgeber der Rua Argemiro Pinheiro da Silva.

## Erfolge
Vasco da Gama
- Staatsmeisterschaft Rio de Janeiro: 1939, 1944